# Meistera caudata
Meistera caudata là một loài thực vật có hoa trong họ Gừng. Loài này được Otakar Šída và Jana Leong-Škorničková mô tả khoa học đầu tiên năm 2019.

## Phân bố
Loài này có tại Vườn quốc gia Bidoup – Núi Bà, tỉnh Lâm Đồng, Việt Nam.

## Từ nguyên
Tính từ định danh caudata có nguồn gốc từ phần chỏm hình đuôi dài rõ nét của phiến lá.